# Pericón de Cádiz
Pericón de Cádiz, de son vrai nom Juan Martínez Vílchez (né le 20 septembre 1901 et décédé en 1980 à Cadix), est un chanteur espagnol de flamenco. Son répertoire était vaste et, le musicien est considéré comme l'un des derniers maîtres du chant dans sa région. Il appartient à un groupe restreint de chanteurs qui ont élevé les cantes de Cadix au plus haut niveau et ont permis de redécouvrir la valeur artistique et anthropologique du flamenco.

## Biographie
Juan Martínez Vílchez naît sur la Plaza del Mentidero, au numéro 5 de la Calle Vea Murgía, dans la ville de Cadix, fils d'Adolfo et María, un couple non gitan qui avait sept enfants. Issu d'une famille modeste, il ne fréquente l'école que pendant trois ou quatre ans et commence rapidement à travailler comme vendeur ambulant de bonbons et de sucreries, puis comme petit chanteur dans les calèches qui parcouraient la ville.
Sa première représentation a lieu à l'Olimpia de Séville. Il participe aux spectacles de l'Opéra Flamenco, la compagnie de Pepe Marchena, et fait des tournées dans de nombreuses capitales provinciales, pour finir dans les arènes de Cadix, où il remporte un grand succès.
En 1936, il participe au concours Circo Price à Madrid, organisé par l'homme d'affaires Alberto Montserrat, remportant le premier prix pour les seguiriyas et les soleares, et reçoit 1 000 pesetas.

## Distinctions
- Chaire de flamenco à Jerez pour son master (1976)[1].